# Neophisis gracilipes
Neophisis gracilipes är en insektsart som först beskrevs av Carl Stål 1877.  Neophisis gracilipes ingår i släktet Neophisis och familjen vårtbitare. Inga underarter finns listade i Catalogue of Life.